# Fulton, New York
Fulton är en ort i Oswego County i delstaten New York, USA.